# Eliomys munbyanus
Eliomys munbyanus és una espècie de mamífer rosegador esciüromorf de la família Gliridae. Es troba a Algèria, Líbia, el Marroc i el Sàhara Occidental.

## Hàbitat
Els seus hàbitats naturals varien des de boscos humits a semidesèrtics.